# БПЛ Врабац
БПЛ Врабац је прва српска властита мини беспилотна летелица, развијена у Војнотехничком институту (ВТИ), а произвео ју је Ваздухопловни ремонтни завод Мома Станојловић.
Намењена је за:
- Извиђање и осматрање на даљинама до 25 km.
- Уочавање и означавање фиксних циљева.
- Извиђање у пограничној и обалској служби.
- Надгледање и контрола пожара.
- Надгледање и контрола саобраћаја.
- Обука нелетачког састава.[2]

## Систем мини беспилотне летелице Врабац
Беспилотну летелицу произвео је Војнотехнички институт Министарства Одбране Републике Србије. Намена „Врапца“ је извиђање и осматрање на даљинама до 25 km, уочавање и означавање фиксних циљева, погранична и обалска служба, надгледање и контрола пожара, надгледање и контрола саобраћаја и обука нелетачког састава.
Мини беспилотна летелица „Врабац“, полеће са лансирањем из руке.

### Компоненте система
Систем чине три летелице и једна земаљска станица.
- Летелица се састоји из:
  - Модуларне структуре од композита, са карбонским влакнима.
  - Урављачке и навигационе електронске опреме, са GPS и инерционог навигационог система.
  - Управљачког видео комуникационог подсистема.
  - Дневни и ноћни оптоелектронски систем.
- Земаљска станица се састоји из:
  - Управљачке и навигационе станице лета.
  - Система визуелног приказивача лета.
  - Комуникационих система преноса сигнала команди и слике.
  - Система пост процесирања извршене мисије, података за анализу.

## Перформансе
- Размах крила 2,8
- Дужина летелице 1,9
- Максимална полетна тежина 9
- Тежина опреме мисије 1,5
- Оперативна висина лета 500 m
- Оптимална крстарећа брзина, на висини 500 , 61,0
- Брзина, за максималну истрајност лета 57,0
- Максимална брзина (0 m) 90,0
- Минимална брзина 31.0
- Максимална брзина пењања (0 m) 2,5
- Аутономија лета 1
- Оперативни радијус 25 km[2]